# Simon Fourcade
Simon Fourcade (født 25. april 1984 i Perpignan) er en fransk skiskytte. Han er storebror til Martin Fourcade.
Fourcade debuterede i 2004 i Oslo. Den 1. marts 2007 fik han sin hidtil bedste verdenscup placering med en andenplads på 20 km i Lahtis. Under VM i skiskydning 2009 var han med på det franske hold som vandt mixed stafet.